# Сакмар-Назаргулово
Сакма́р-Назаргу́лово (рос. Сакмар-Назаргулово, башк. Һаҡмар Наҙарғол) — присілок у складі Хайбуллінського району Башкортостану, Росія. Входить до складу Абішевської сільської ради.
Населення — 120 осіб (2010; 154 в 2002).
Національний склад:
- башкири — 100%